# La Cluse
Pour les articles homonymes, voir La Cluse (homonymie).
La Cluse est une ancienne commune française, située dans le département des Hautes-Alpes en région Provence-Alpes-Côte d'Azur.

## Géographie
La Cluse se situe au sud du massif du Dévoluy, sur le versant sud du col du Festre, entre les sommets du Roc de Garnesier, à 2 588 m et du pic Ponçon, à 2 587 m. L'ancienne commune de la Cluse, aujourd'hui incluse dans la nouvelle commune de Dévoluy, couvre exactement le haut bassin versant du Béoux en amont du défilé de Potrachon. C'est la seule partie du Dévoluy qui appartienne au bassin de la Durance, par l'intermédiaire du Petit Buech, dans lequel se jette le Béoux, la majeure partie de la commune versant du côté de l'Isère, par l'intermédiaire de la Souloise, affluent du Drac.
Le village de la Cluse est accroché sur une pointe rocheuse dominant la cluse par laquelle le torrent de l'Abéou, nom du cours supérieur du Béoux, émerge du massif où il prend sa source — d'où son nom.
Le vallon de la Cluse est le seul passage permettant d'accéder au Dévoluy par le sud. En hiver, la route reliant Montmaur au col du Festre est le seul accès aux stations du Dévoluy depuis Gap et la région marseillaise.

## Toponymie
Le nom de la localité est attesté sous la forme occitane Cluzita en 1150 dans le cartulaire de l'Abbaye de Durbon, castrum de la Cluza en 1245 rappelle l'existence d'un site fortifié en ces lieux.
Une cluse, dans la région, est un étranglement de vallée pouvant aisément être fermé ou protégé.
La Cluza en occitan haut-alpin.

## Histoire
Le 1er janvier 2013, les quatre communes du canton de Saint-Étienne-en-Dévoluy, Saint-Étienne-en-Dévoluy, Agnières-en-Dévoluy, La Cluse et Saint-Disdier fusionnent pour constituer une nouvelle commune nommée « Dévoluy »,. La Cluse devient une commune déléguée conformément au régime juridiques des communes nouvelles instauré par la loi no 2010-1563 du 16 décembre 2010 de réforme des collectivités territoriales. Après les élections municipales de mars 2014, une décision du conseil municipal du 17 avril suivant entérine la suppression des quatre communes déléguées. Désormais, l'ancienne commune est une localité de Dévoluy.

## Politique et administration
| Période   | Période       | Identité           | Étiquette | Qualité                        |
| --------- | ------------- | ------------------ | --------- | ------------------------------ |
| ?         | ?             | Camille Astriaud   | DVG       | Conseiller général (1970-1974) |
| mars 1973 | octobre 1998  | Jacques Falchier   |           |                                |
| mars 2001 | mars 2008     | Alain Chaix        |           |                                |
| mars 2008 | décembre 2012 | Bernadette Maltese |           |                                |

## Population et société

### Démographie

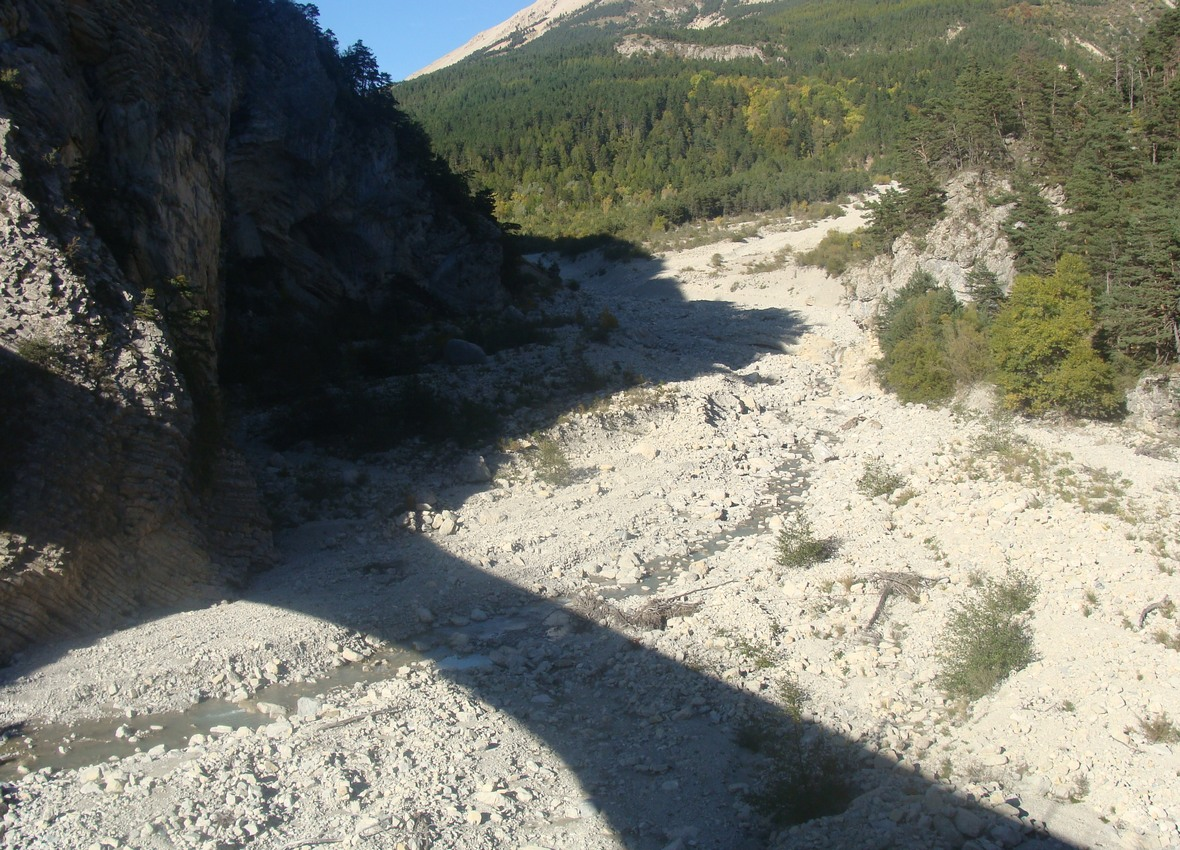
Le Béoux au défilé de Potrachon

L'évolution du nombre d'habitants est connue à travers les recensements de la population effectués dans la commune depuis 1793. À partir du 1er janvier 2009, les populations légales des communes sont publiées annuellement dans le cadre d'un recensement qui repose désormais sur une collecte d'information annuelle, concernant successivement tous les territoires communaux au cours d'une période de cinq ans. 
Pour les communes de moins de 10 000 habitants, une enquête de recensement portant sur toute la population est réalisée tous les cinq ans, les populations légales des années intermédiaires étant quant à elles estimées par interpolation ou extrapolation. Pour la commune, le premier recensement exhaustif entrant dans le cadre du nouveau dispositif a été réalisé en 2008,.
En 2014, la commune comptait 44 habitants, en évolution de −18,52 % par rapport à 2009 (Hautes-Alpes : +2,98 %, France hors Mayotte : +2,49 %).
| 1793 | 1800 | 1806 | 1821 | 1831 | 1836 | 1841 | 1846 | 1851 |
| ---- | ---- | ---- | ---- | ---- | ---- | ---- | ---- | ---- |
| 365  | 368  | 425  | 432  | 374  | 352  | 384  | 390  | 363  |

| 1856 | 1861 | 1866 | 1872 | 1876 | 1881 | 1886 | 1891 | 1896 |
| ---- | ---- | ---- | ---- | ---- | ---- | ---- | ---- | ---- |
| 321  | 310  | 274  | 250  | 256  | 262  | 268  | 261  | 270  |

| 1901 | 1906 | 1911 | 1921 | 1926 | 1931 | 1936 | 1946 | 1954 |
| ---- | ---- | ---- | ---- | ---- | ---- | ---- | ---- | ---- |
| 278  | 261  | 261  | 167  | 179  | 122  | 109  | 80   | 59   |

| 1962 | 1968 | 1975 | 1982 | 1990 | 1999 | 2008 | 2013 | 2014 |
| ---- | ---- | ---- | ---- | ---- | ---- | ---- | ---- | ---- |
| 42   | 39   | 44   | 40   | 35   | 54   | 53   | 44   | 44   |

## Lieux et monuments
- La Dent du Loup
- Le Fort
- Les Récollets
- Le défilé de Potrachon

### Personnalités liées à la commune
- Jean de Bertet, agent général du clergé de France